# WNBA Coach of the Year Award
Der WNBA Coach of the Year Award ist eine jährliche Auszeichnung für den besten Trainer (englisch: Head Coach) der Women’s National Basketball Association (WNBA). Der Gewinner dieser Auszeichnung wird durch eine Abstimmung unter Sportjournalisten und Fernsehberichterstattern festgelegt.
Im Oktober 2024 konnte Cheryl Reeve als Head Coach der Minnesota Lynx diese Auszeichnung als erste Trainerin zum vierten Mal gewinnen.

## WNBA Coach of the Year
| Saison | Trainer               | Mannschaft               |
| ------ | --------------------- | ------------------------ |
| 1997   | Van Chancellor        | Houston Comets           |
| 1998   | Van Chancellor2       | Houston Comets           |
| 1999   | Van Chancellor3       | Houston Comets           |
| 2000   | Michael Cooper        | Los Angeles Sparks       |
| 2001   | Dan Hughes            | Cleveland Rockers        |
| 2002   | Marianne Stanley      | Washington Mystics       |
| 2003   | Bill Laimbeer         | Detroit Shock            |
| 2004   | Suzie McConnell-Serio | Minnesota Lynx           |
| 2005   | John Whisenant        | Sacramento Monarchs      |
| 2006   | Mike Thibault         | Connecticut Sun          |
| 2007   | Dan Hughes2           | San Antonio Silver Stars |
| 2008   | Mike Thibault2        | Connecticut Sun          |
| 2009   | Marynell Meadors      | Atlanta Dream            |
| 2010   | Brian Agler           | Seattle Storm            |
| 2011   | Cheryl Reeve          | Minnesota Lynx           |
| 2012   | Carol Ross            | Los Angeles Sparks       |
| 2013   | Mike Thibault3        | Washington Mystics       |
| 2014   | Sandy Brondello       | Phoenix Mercury          |
| 2015   | Bill Laimbeer2        | New York Liberty         |
| 2016   | Cheryl Reeve2         | Minnesota Lynx           |
| 2017   | Curt Miller           | Connecticut Sun          |
| 2018   | Nicki Collen          | Atlanta Dream            |
| 2019   | James Wade            | Chicago Sky              |
| 2020   | Cheryl Reeve3         | Minnesota Lynx           |
| 2021   | Curt Miller           | Connecticut Sun          |
| 2022   | Becky Hammon          | Las Vegas Aces           |
| 2023   | Stephanie White       | Connecticut Sun          |
| 2024   | Cheryl Reeve4         | Minnesota Lynx           |